# Los Ángeles (Los Ríos)

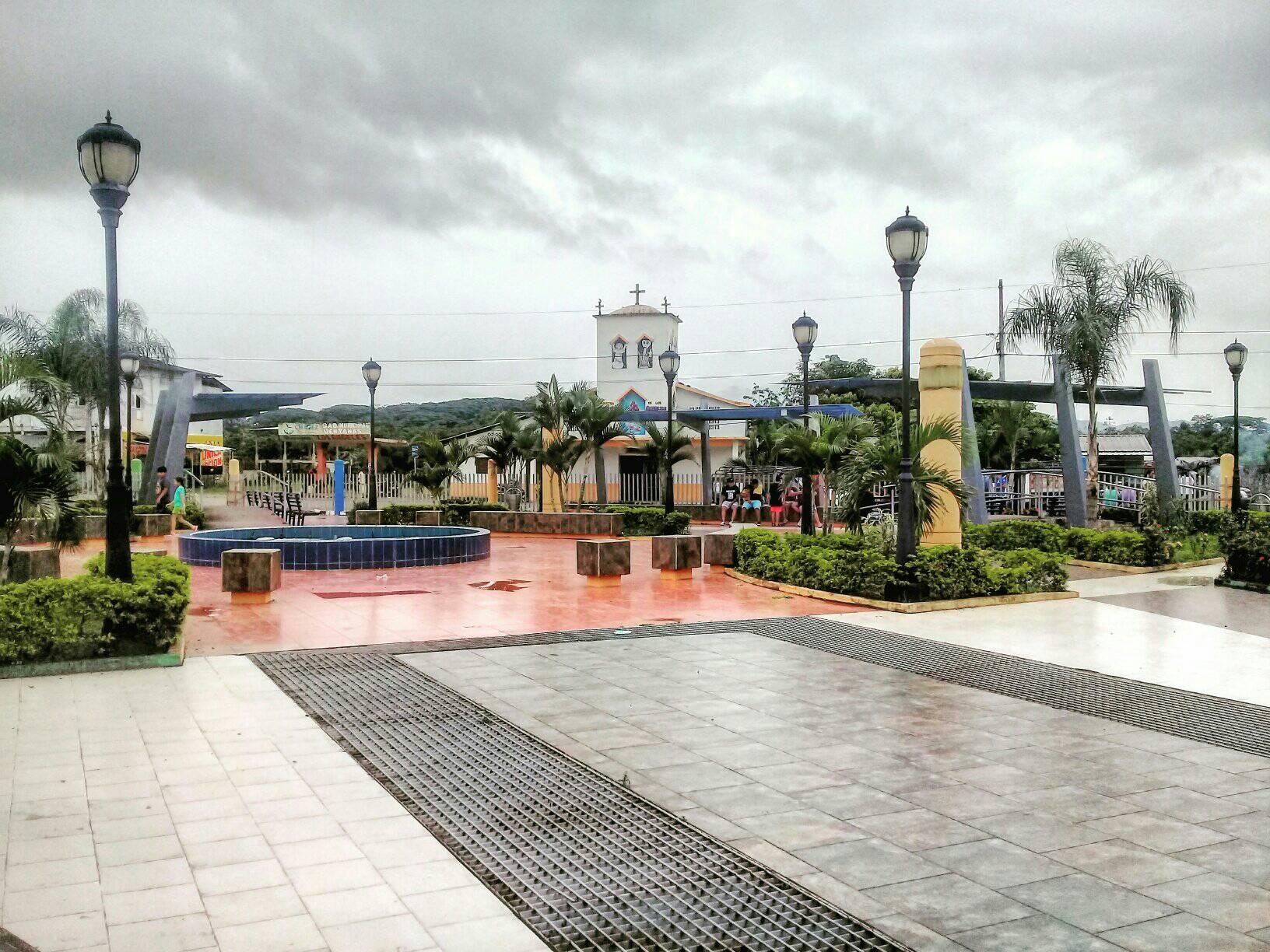
Parkanlage in Los Ángeles

Los Ángeles ist eine Ortschaft und eine Parroquia rural („ländliches Kirchspiel“) im Kanton Ventanas der ecuadorianischen Provinz Los Ríos. Die Parroquia besitzt eine Fläche von 49,35 km². Die Einwohnerzahl lag im Jahr 2014 bei 2151.

## Lage
Die Parroquia Los Ángeles liegt in der Tiefebene westlich der Anden. Das Gebiet hat eine Längsausdehnung in WNW-OSO-Richtung von knapp 13,5 km. Der Río Sibimbe fließt entlang der südlichen Verwaltungsgrenze nach Westen. Im Nordwesten reicht die Parroquia bis zum Río Zapotal. Im Nordosten der Parroquia verläuft ein Ausläufer der Anden in Ost-West-Richtung. Dieser erreicht im Cerro El Pailon an der nördlichen Verwaltungsgrenze eine Höhe von 1120 m. Der etwa 80 m hoch gelegene Hauptort Los Ángeles befindet sich 10 km ostnordöstlich vom Kantonshauptort Ventanas.
Die Parroquia Los Ángeles grenzt im Norden an die Parroquia Chacarita, im Osten und im Südosten an den Kanton Echeandía (Provinz Bolívar), im Südwesten und im Westen an das Municipio von Ventanas sowie im äußersten Nordwesten an die Parroquia Zapotal.

## Geschichte
Die Parroquia Los Ángeles wurde am 2. August 2011 gegründet. Zuvor gehörte das Gebiet zur Parroquia Zapotal.